# Pielonefrite
La pielonefrite (dal greco antico  πύελoς ?, pỳelos, che significa "tinozza, bacinella" per intendere "pelvi renale" e νεφρός nephròs, cioè "rene") è un'infiammazione del rene (nefrite) che coinvolge sia il parenchima che i calici e la pelvi renale.

## Epidemiologia ed eziologia
L'infezione può avere varie origini. La più comune è quella ascendente, spesso conseguenza di una cistite, che nella maggior parte dei casi è a sua volta causata da batteri appartenenti alla flora fecale del paziente, come Escherichia coli e Proteus. Questi microorganismi, però, per dare pielonefrite devono essere favoriti da particolari fattori anatomici e funzionali in grado di rendere inutile l'azione sterilizzante della peristalsi svolta dalle vie urinarie; di essi, il più importante è l'incontinenza dello sfintere ureterale con conseguente reflusso delle urine verso il rene (reflusso vescico-ureterale), cui possono contribuire la cateterizzazione, l'immunodepressione o condizioni ostruttive come l'ipertrofia prostatica benigna, l'ostruzione da parte di calcoli renali, la stenosi urinaria o tumori o anche la vescica neurologica (spesso data da neuropatie periferiche, come accade ad esempio nel diabete mellito o da lesioni del midollo spinale).
Altre vie di accesso meno comuni per i batteri sono la via ematogena (importante ad esempio durante le sepsi) o la via linfatica.
La patologia colpisce preferenzialmente le donne, in quanto esse rispetto agli uomini hanno:
- uretra più corta
- modificazioni ormonali
- gravidanze
- traumi uretrali durante i rapporti sessuali
- nessuna azione antisettica del secreto prostatico

Altro fattore implicato nella patologia riguarda anche la capacità dei batteri di aderire all'urotelio tramite apposite strutture che essi possiedono in membrana, chiamate pili o fimbriae, le cui proteine costituenti possono essere identificate usando gli anticorpi monoclonali, in modo da classificare i vari ceppi in funzione della loro pericolosità.
La malattia classica esiste in 2 forme: acuta e cronica, distinte per l'aspetto anatomo-patologico e per la "tempistica" con cui avviene l'infezione.

## Sintomi della pielonefrite acuta
L'esordio della patologia è solitamente rapido, con sintomi che si sviluppano rapidamente nell'arco di alcune ore o dopo un giorno. La pielonefrite può causare malessere, nausea, vomito, minzione dolorosa e dolore addominale, unilaterale o bilaterale, che si irradia lungo il fianco verso la parte posteriore.
La comparsa della febbre è variabile, ma solitamente la sua insorgenza provoca brividi violenti ed è associata ad un cattivo stato di salute generale (affaticamento, debolezza, anoressia ecc.).
La pielonefrite è spesso associata a sintomi d'infezione alle basse vie urinarie, come minzione frequente (pollachiuria), ematuria (le urine possono presentare sangue) o disuria (emissione di urine con difficoltà, non necessariamente accompagnata da dolore), stranguria, ritenzione urinaria o incontinenza apparente. L'esame batteriologico delle urine è essenziale per confermare la diagnosi d'infezione. Le urine sono torbide per la presenza di cellule (piuria) o batteri (batteriuria).
Il paziente affetto da pielonefrite acuta presenta comunemente dolore lombare (a livello di uno o di entrambi i reni), il quale si manifesta improvvisamente e può avere un'intensità variabile (generalmente moderata, il paziente accusa sensibilità del rene alla palpazione, in corso di diagnosi), simile a colica renale.
Se non curata e recidiva si cronicizza e può condurre all'insufficienza renale acuta o alla malattia renale cronica.

## Anatomia patologica
L'aspetto dell'organo coinvolto è diverso a seconda che la malattia sia acuta o cronica.
Nel primo caso sono visibili dei microascessi e la midollare renale è caratterizzata da un forte infiltrato di cellule infiammatorie, distribuito a chiazze. Complicanze successive possono essere la necrosi delle papille con successiva malattia ostruttiva specie nei diabetici, la pionefrosi (ritenzione di materiale purulento nel rene) e l'ascesso perinefrico, che dà spesso una cicatrice retraente quando viene riassorbito. Il risultato di ripetuti ascessi (o di una malattia cronica) porta a un quadro chiamato "rene grinzo pielonefritico".
Nella pielonefrite cronica, invece, la flogosi è meno vistosa, ma continuata nel tempo e si osservano numerose cicatrici dovute al continuo rimodellamento renale causato dal processo flogistico, accompagnate da un quadro tipico visibile in midollare, che consiste nella tiroidizzazione a livello dei tubuli (che si riempiono di cilindri colloidi fino a sembrare dei follicoli tiroidei al microscopio ottico). Il tutto è accompagnato da sclerosi intimale obliterante dei vasi arcuati e interlobulari e da danno glomerulare, che però inizialmente è meno evidente rispetto a quello tubulare e nel tempo può portare a una glomerulosclerosi segmentaria e focale.
Una variante particolare di pielonefrite cronica è quella xantogranulomatosa, che si distingue in quanto è possibile rinvenire in midollare delle cellule "schiumose" e dei noduli di colore giallo-arancio. Tale forma va in diagnosi differenziale col carcinoma a cellule renali.
La Scintigrafia renale statica con 99mTc-DMSA può essere utilizzata nella pielonefrite cronica per lo studio in vivo degli esiti cicatriziali della malattia.

## Terapia
È medica e consiste in lunghi cicli di antibiotici, allo scopo di essere sicuri di aver eliminato in maniera radicale i microorganismi dalle vie urinarie; farmaci molto usati a questo scopo sono i chinoloni, in quanto vengono specificamente eliminati con le urine e quindi raggiungono più facilmente di altre classi di molecole la zona infetta (anche se il rene riceve il 20% della gittata cardiaca di sangue, solo il 10% di questa frazione va alla midollare; di conseguenza, anche la mancanza di una buona irrorazione sanguigna della zona favorisce l'instaurarsi di infezioni che, per gli stessi motivi, sono più resistenti alla maggior parte delle terapie, come ad esempio quelle basate sui beta-lattamici).
Terapia antibiotica
- Regime ambulatoriale: Fluorochinoloni o Trimetropin-Sulfametossazolo
- Regime ospedaliero: Ceftaxime o Ampicillina-Sulbactam o Amminoglucosidi[1]